# Świecie n/Osą (gromada)
Świecie n/Osą (następnie Świecie nad Osą lub Świecie n. Osą) – dawna gromada, czyli najmniejsza jednostka podziału terytorialnego Polskiej Rzeczypospolitej Ludowej w latach 1954–1972.
Gromady, z gromadzkimi radami narodowymi (GRN) jako organami władzy najniższego stopnia na wsi, funkcjonowały od reformy reorganizującej administrację wiejską przeprowadzonej jesienią 1954 do momentu ich zniesienia z dniem 1 stycznia 1973, tym samym wypierając organizację gminną w latach 1954–1972.
Gromadę Świecie nad Osą z siedzibą GRN w Świeciu n/Osą (w obecnym brzmieniu Świecie nad Osą) utworzono – jako jedną z 8759 gromad na obszarze Polski – w powiecie grudziądzkim w woj. bydgoskim, na mocy uchwały nr 24/6 WRN w Bydgoszczy z dnia 5 października 1954. W skład jednostki weszły obszary dotychczasowych gromad Mędrzyce, Rychnowo i Świecie n/Osą ze zniesionej gminy Świecie n/Osą w tymże powiecie. Dla gromady ustalono 17 członków gromadzkiej rady narodowej.
31 grudnia 1959 do gromady Świecie n/Osą włączono obszar zniesionej gromady Bursztynowo w tymże powiecie; z gromady Świecie n/Osą wyłączono natomiast wieś Mędrzyce, włączając ją do gromady Lisnowo w tymże powiecie.
31 grudnia 1961 z gromady Świecie n/Osą wyłączono wieś Blizno, włączając ją do gromady Rywałd w powiecie wąbrzeskim w tymże województwie; do gromady Świecie n/Osą włączono natomiast wieś Linowo ze zniesionej gromady Boguszewo w powiecie grudziądzkim.
1 stycznia 1972 gromadę Świecie nad Osą połączono z gromadą Lisnowo, tworząc z ich obszarów gromadę Świecie nad Osą z siedzibą Gromadzkiej Rady Narodowej w Świeciu nad Osą w tymże powiecie (de facto gromadę Lisnowo zniesiono, włączając jej obszar do gromady Świecie nad Osą).
Gromada przetrwała do końca 1972 roku, czyli do kolejnej reformy gminnej. 1 stycznia 1973 w powiecie grudziądzkim reaktywowano gminę Świecie nad Osą.